# Newark Athlete (with Indian Clubs)
Pour plus de détails, voir Fiche technique et Distribution.
Newark Athlete (with Indian Clubs) est un essai cinématographique américain réalisé par William Kennedy Laurie Dickson en 1891, non présenté au public.
Ce film est un des essais de la première caméra argentique de cinéma à défilement linéaire horizontal, la caméra Kinétographe, au format 19 mm de large, à six perforations rectangulaires arrondies en bas de chaque photogramme à la forme circulaire (diamètre d'environ 13 mm, conçue par Dickson et Heise à partir des croquis d'Edison.

## Synopsis
Un adolescent en tenue sportive exécute des moulinets de jonglerie avec deux clubs (massues).

## Fiche technique
- Titre : Newark Athlete (with Indian Clubs)
- Autres titres : Club swinger, Indian Club Swinger
- Réalisation : William Kennedy Laurie Dickson
- Production : Edison Studios
- Photographie : William Heise
- Durée : 3 secondes conservées
- Format : 19 mm à 6 perforations rectangulaires arrondies en bas de chaque photogramme circulaire, noir et blanc, muet
- Pays :  États-Unis
- Date de prise de vue : 1891

## Analyse
Ce film expérimental fait partie des premiers films tournés sur pellicule en celluloïd avec Dickson Greeting et Men Boxing ; il ne reste de ces films que des fragments, les durées initiales devaient être d'une dizaine de secondes ou plus.